# Pecíolo
El pecíolo o peciolo (del 

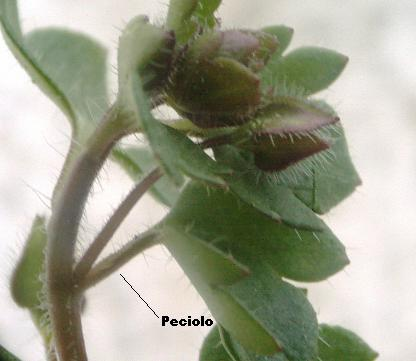
El pecíolo.

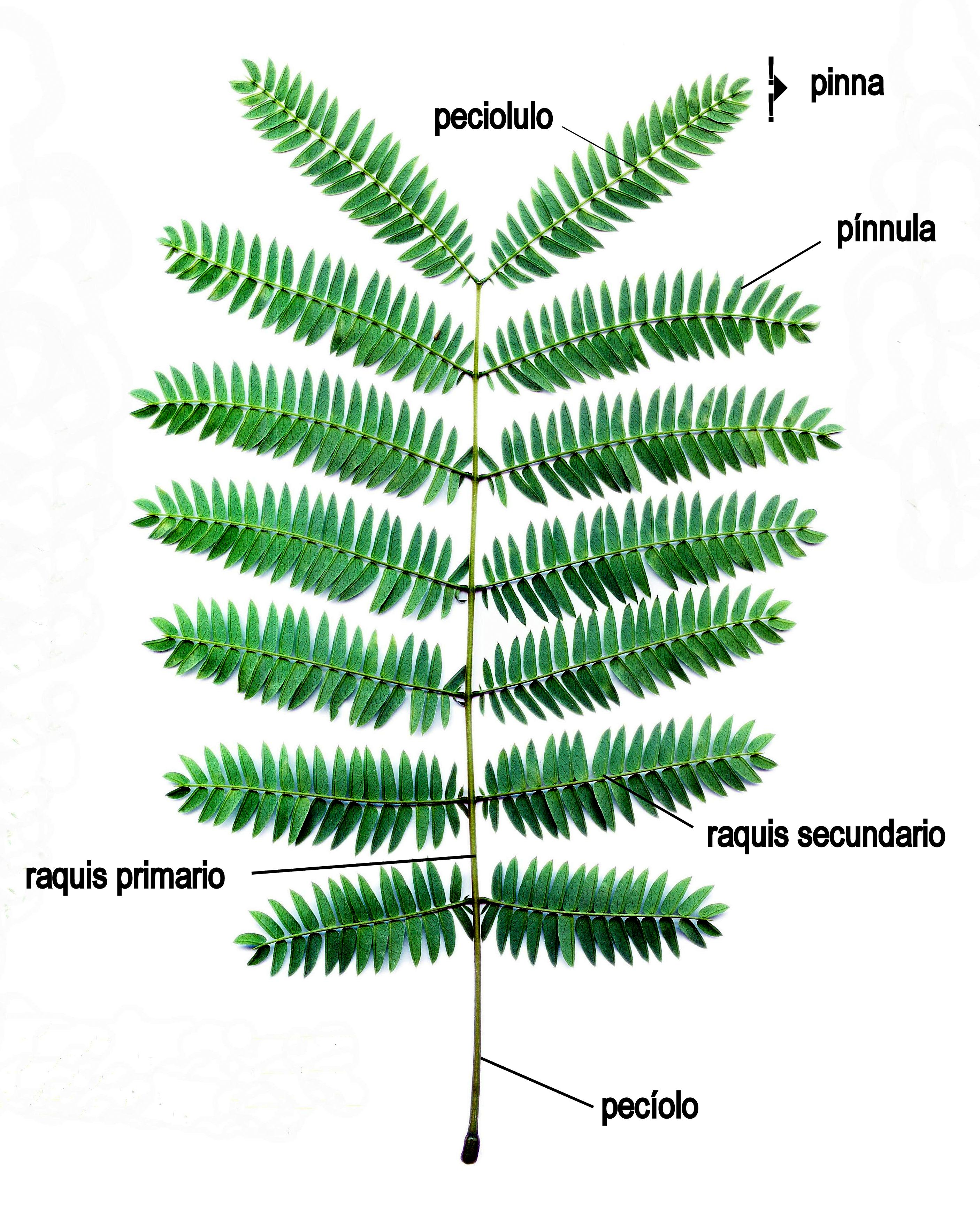
Pecíolo, raquis y pinnas

latín petiolus, forma diminutiva de pes, pedis; pie, tronco de una planta) es el rabillo que une la lámina de una hoja a su base foliar o al tallo. Falta en las hojas llamadas sésiles o sentadas.
El pecíolo puede ser una característica determinante para la identificación de la planta.
El pecíolo se desarrolla en la fase germinativa de la plántula, en el tejido embrionario llamada hipocótilo. Del alargamiento del hipocótilo surge el cotiledón o plúmula (tejido precursor de la hoja) y el terminal o meristemo apical. Las células externas se diferencian y maduran convirtiéndose en una capa epidérmica. Algunas de las células interiores se convierten en colénquimas, proporcionando el sostén al joven pecíolo. Los grupos de células alargadas forman las hebras provasculares. El resto del pecíolo está compuesto por células parenquimáticas situadas entre la epidermis y las hebras provasculares formando el córtex, junto con las situadas dentro de estas hebras, que forman la médula.
El parénquima que irradia entre los precursores de los manojos vasculares forma los llamados rayos de médula.
En algunas plantas, los pecíolos se aplanan y se abren, y las hojas verdaderas pueden llegar a ser reducidas o desaparecer por completo. Estos son conocidos como filodio, filoides, phyllodia, o cladophylla. Así, el filodio viene para servir al propósito de la hoja. Los filodios son comunes en el género Acacia, especialmente en las especies australianas, a la vez en Acacia sect. Phyllodineae. A veces, especialmente en las plantas más jóvenes, los filodios parcialmente formados también llevan hojas reducidas.